# Clã Rokkaku
O Clã Rokkaku, um ramo do Clã Sasaki, governou militarmente a Província de Ōmi, através do cargo de Shugo, por mais de 400 anos, da sua concessão em 1180 até sua extinção em 1568 pelas mãos de Oda Nobunaga . 

## História
Fundado por Sasaki Yasutsuna da Província de Ōmi no Século XIII, o nome Rokkaku foi tomado do nome de sua residência em Kyoto. Entretanto muitos membros desta família continuaram a ter o sobrenome Sasaki . Ao longo do período Muromachi, os membros do clã se tornaram Shugo (governadores) de várias províncias .
Apesar dos vários clãs, o Clã Rokkaku foi a única casa de Shugos a sobreviver desde os tempos do primeiro shogun Yoritomo no Período Kamakura (1185-1333). Isso não significa, no entanto, que os Rokkaku tinham um domínio sólido e contínuo em Ōmi. Pelo contrário, a resiliência da família reside na sua capacidade de resistir as mudanças na estrutura de poder acima e abaixo deles. Tem uma importância particular o tipo de federação construída por seus vassalos, sólida o suficiente para combater invasões externas, e conservar seus próprios domínios. Assim como o Shugo precisava de seus vassalos, do mesmo modo os vassalos necessitavam do poder e da autoridade consubstanciados no Shugo. Membros de várias linhas Sasaki compunham o núcleo da vassalagem Rokkaku. O nome dos vassalos permanecem nos registros que descrevem incidentes famosos. Pelo menos sete ramos Sasaki podem ser contados, por exemplo, quando as tropas sob o comando Rokkaku que representavam o Bakufu entraram em confronto com um exército de monges de Enryakuji, representando o Imperador Go-Daigo, durante o Incidente Genkō de 1331. A estrutura vassalagem continuou a se expandir e no final do Século XV, ela tinha incorporado um grande número de clãs que não eram ramos dos Sasaki . 
Durante a Guerra de Ōnin (1467 - 1477), que marcou o início do Período Sengoku (1467-1568) , o Castelo Kannonji, sede do clã, foi atacado. Como conseqüência da derrota em batalha, o clã entrou num período de declínio.
Como outros daimyos em dificuldades, os Rokakku tentaram melhorar a sua posição militar, dando mais atenção à melhoria da administração civil dentro de seus domínios. Por exemplo, em 1549, eliminaram a guilda de um comerciante de papel em Mino, sob pena de confisco. E em seguida, declararam um mercado livre em seu lugar  .
Os Rokakku foram derrotados por Oda Nobunaga em 1568 em sua marcha para Kyoto e em 1570 foram eliminados por Shibata Katsuie . Durante o Período Edo, descendentes  de Rokkaku Yoshisuke formaram o Clã Koke .

## Genealogia
```
                                 
Clã Sasaki

                                    ┃
                                 
Nobutsuna
 
                                    ┃
                                 
Yasutsuna
 (
1213
 - 
1276
)
                                    ┃
                                 
Yoritsuna
 (
1242
 - 
1311
) 
                                    ┃
                                 
Tokinobu
  (
1306
 - 
1346
)
                                    ┃
                                 
Ujiyori
   (
1326
 - 
1370
)
                                    ┣━━━━━━━━━━━━━━┓
                                 
Yoshinobu
  (
1349
 - 
1365
)  
Mitsutaka
  (
1365
 - 
1416
)
                                    ┃
                                    ┃
                                   
...

                                    ┃
                                 
Yoshisuke

                                    ┃
                                 
Clã Koke
```